# هشام عطية
هشام عطيه هو مدرب الاتحاد السكندري السابق لأقل من 18 سنه، كان حارسا لمرمى الاتحاد في نهاية السبعينات، عمل منذ اعتزاله مدربا للناشئين. و قد توفي هشام عطيه عن عمر يناهز 48 عاماً خلال الشوط الثاني من مباراة الاتحاد و اسمنت السويس بعد تعرضه لأزمة قليبية حادة وقد نقل على اٍثرها للمستشفى.

## وصلات خارجية
- من موقع صوت النوبة